# Marcy-l’Étoile
Marcy-l’Étoile ist eine französische Gemeinde  mit 3711 Einwohnern (Stand: 1. Januar 2022) in der Métropole de Lyon in der Region Auvergne-Rhône-Alpes. Sie gehört zum Arrondissement Lyon und ehemals zum Kanton Vaugneray. Die Einwohner heißen Marcyllois(es).

## Geographie
Marcy-l’Étoile liegt etwa zehn Kilometer westnordwestlich von Lyon am Bach Ruisseau de Charbonnières.

### Nachbargemeinden
Umgeben wird Marcy-l’Étoile von La Tour-de-Salvagny im Norden und Nordosten, Charbonnières-les-Bains im Osten, Tassin-la-Demi-Lune im Südosten, Sainte-Consorce im Süden und Westen sowie Lentilly im Nordwesten.

## Geschichte
Während des Mittelalters stand der Ort unter der Hoheit des Johanniterordens und des Erzbischofs von Lyon. 
In Marcy-l’Étoile befindet sich der Campus Veterinärmedizin des Institut national d’enseignement supérieur et de recherche en alimentation, santé animale, sciences agronomiques et de l’environnement, welcher vorher die École nationale vétérinaire de Lyon beheimatete. Aus dem vormaligen pharmakologischen Institut Mérieux gingen 1964 die Biotechnologie-Firmen Sanofi Pasteur MSD und bioMérieux hervor.

### Bevölkerungsentwicklung
| Jahr                       | 1962 | 1968 | 1975 | 1982 | 1990 | 1999 | 2006 | 2016 |
| Einwohner                  | 439  | 484  | 683  | 1033 | 2599 | 3091 | 3218 | 3534 |
| Quellen: Cassini und INSEE |      |      |      |      |      |      |      |      |

## Sehenswürdigkeiten
- Kirche Saint-Pierre in Marcy
- Schloss Lacroix-Laval mit Park: Schloss im 16. Jahrhundert erbaut, Park (115 Hektar), seit 1985 für die Öffentlichkeit zugänglich

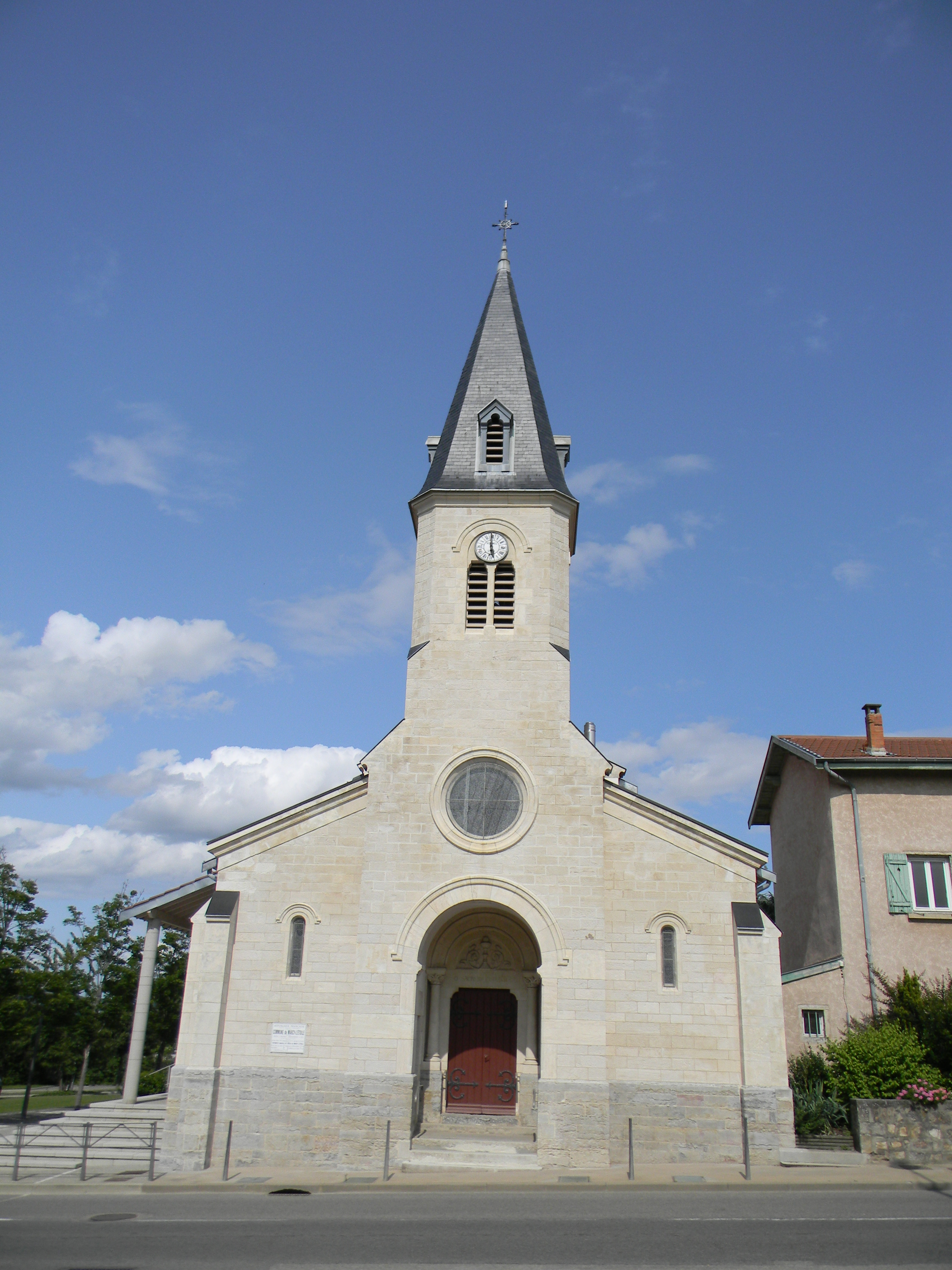
Kirche Saint-Pierre
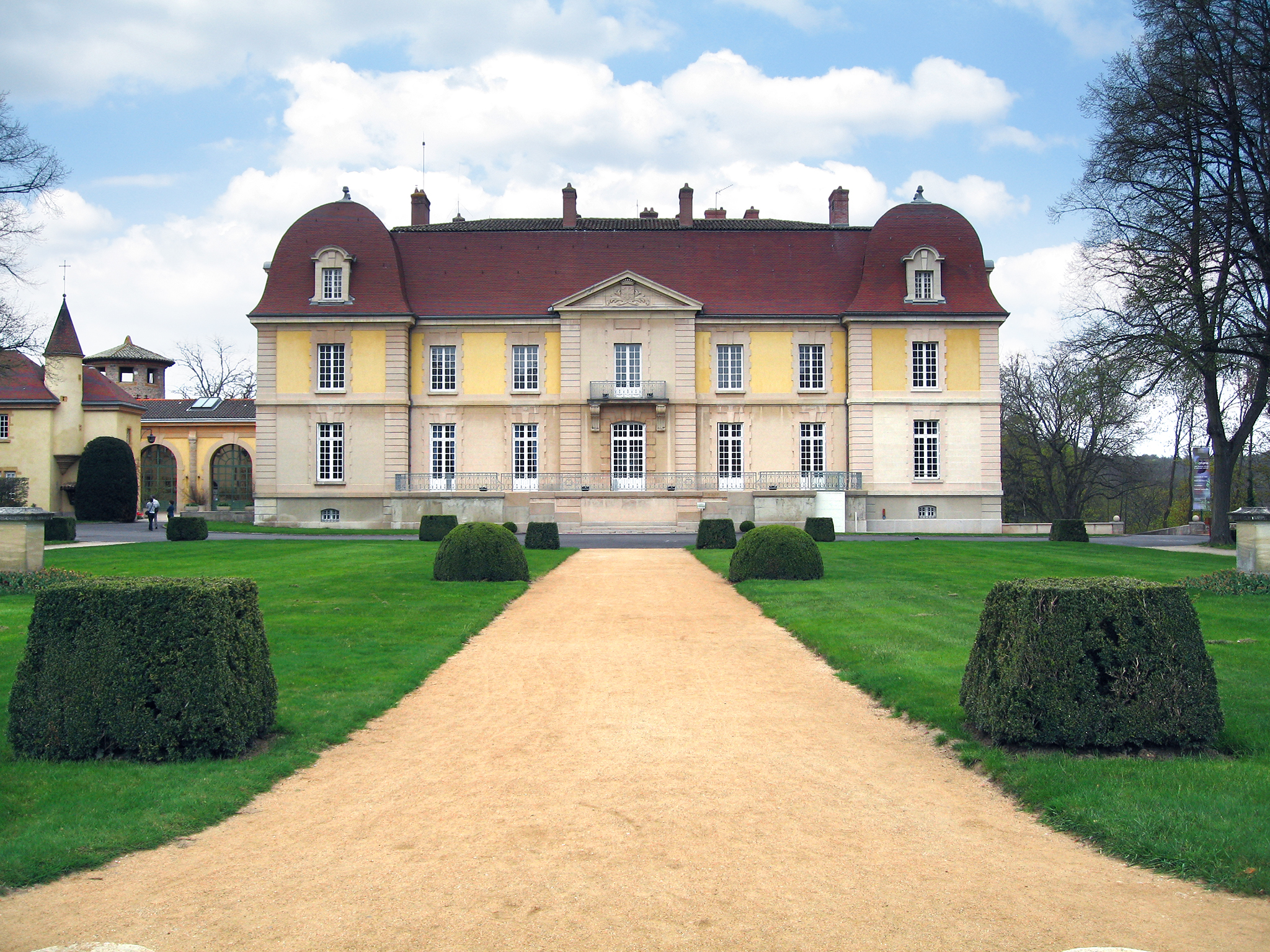
Schloss Lacroix-Laval

## Gemeindepartnerschaft
Seit 1998 unterhält Marcy-l’Étoile eine Partnerschaft mit der deutschen Gemeinde Weissach im baden-württembergischen Landkreis Böblingen.